# Mercey-sur-Saône
Mercey-sur-Saône is een gemeente in het Franse departement Haute-Saône (regio Bourgogne-Franche-Comté) en telt 137 inwoners (2011). De plaats maakt deel uit van het arrondissement Vesoul.

## Geografie
De oppervlakte van Mercey-sur-Saône bedraagt 7,9 km², de bevolkingsdichtheid is 17,3 inwoners per km².
De onderstaande kaart toont de ligging van Mercey-sur-Saône met de belangrijkste infrastructuur en aangrenzende gemeenten.

## Demografie
Onderstaande figuur toont het verloop van het inwonertal (bron: INSEE-tellingen).